# Tarutao
Tarutao (en tailandés: หมู่เกาะตะรุเตา) o bien el parque nacional Marino de Tarutao (en tailandés: อุทยานแห่งชาติทางทะเลตะรุเตา) es un archipiélago que consta de 51 islas situadas en el mar de Andamán, frente a las costas de la provincia de Satun al sur de Tailandia. El parque nacional se compone de dos grupos de islas: Tarutao (Tailandés: หมู่เกาะตะรุเตา) y Adang Rawi (tailandés: หมู่เกาะอาดัง-ราวี), que se encuentran dispersas de 20 a 70 kilómetros de distancia del punto más al suroeste de Tailandia. El parque cubre un área de 1.490 kilómetros cuadrados (1.260 de mar, 230 de islas). El extremo sur del parque se encuentra en la frontera con Malasia. Tarutao se convirtió en el segundo parque marino nacional de Tailandia el 19 de abril de 1974.